# Rito
O termo rito (do latim ritu) tem vários sentidos. Rito é um pouco diferente de ritual, dando continuidade ao mito. No sentido mais geral, é uma sucessão de palavras e atos que, repetida, compõe uma cerimônia (religiosa ou civil). Apesar de seguir um padrão, o rito não é mecanizado, pois pode atualizar um mito, mantendo ensinamentos ancestrais e sagrados. Em qualquer tempo e lugar, a vida social é sempre marcada por rituais.
É um conjunto de atividades organizadas, no qual as pessoas se expressam por meio de gestos, símbolos, linguagem e comportamento, transmitindo um sentido coerente ao ritual. O caráter comunicativo do rito é de extrema importância, pois não é qualquer atividade padronizada que constitui um rito. A palavra "rito" pode também designar tipo de velocidade no ritual do processo judicial.
Rito também é um povo da série "The legend of Zelda" com seu nome tendo origem do japonês"tori"

## Tradição cristã
Rito pode significar também um conjunto de fórmulas que caracterizam certa tradição cristã. Exemplos destes ritos litúrgicos são o rito romano, o rito ambrosiano, o rito bracarense, o rito bizantino, rito moçárabe, etc.
O termo aplica-se também às 23 Igrejas particulares sui iuris da Igreja Católica, das quais a maior é a Igreja Católica Latina. O termo "rito" encontra-se usado no sentido de "Igreja particular" sui iuris: por exemplo, no documento do Concílio Vaticano II Orientalium Ecclesiarum, 2. São 14 as Igrejas particulares ("ritos" neste sentido) que usam o único rito bizantino litúrgico, enquanto a única Igreja Latina (ou Rito Latino) emprega vários ritos litúrgicos (rito romano, rito ambrosiano, etc.). 

## Tradição chinesa
No pensamento tradicional chinês, muito influenciado pelo confucionismo, os ritos são os "costumes civilizados", as "regras morais" e os "bons costumes" que todo ser humano deve cumprir, para que a sociedade se possa manter civilizada, próspera e harmoniosa. Segundo a filosofia de Confúcio, a prática sistemática e frequente dos ritos torna os seus praticantes pessoas civilizadas e morais. Confúcio achava que os ritos, apesar de terem uma natureza meramente formal, são operantes e eficazes na transformação dos seus praticantes, que vão retendo, aos poucos, os valores morais que dão sentido aos ritos. Logo, os ritos, em si, têm somente um caráter cultural e civil. 